# Testudinella greeni
Testudinella greeni är en hjuldjursart som beskrevs av Koste 1981. Testudinella greeni ingår i släktet Testudinella och familjen Testudinellidae. Inga underarter finns listade i Catalogue of Life.